# På bron
På bron är en oljemålning av den norske konstnären Edvard Munch. Motivet är ett samling gestalter på en bro i byn Åsgårdstrand i Vestfold fylke. Munch kom första gången med sin familj till Åsgårdstrand 1885 och 1897 köpte han sig ett hus i byn. Flera av hans mest kända målningar har tillkommit i Åsgårdstrand, till exempel Inger på stranden och Melankoli.
Målningen finns i ett flertal utförande, bland annat tolv oljemålningar. Den kallas vanligen Flickorna på bron (norska: Pikene på broen) eller Kvinnorna på bron (norska: Damene på broen) beroende på förgrundsgestalternas ålder. Den första målningen utfördes 1901 och finns nu på Nasjonalmuseet for kunst, arkitektur og design i Oslo. 
Målningen på Thielska galleriet (1903) är med sina 203 gånger 230 centimeter den mest monumentala versionen. Kvinnorna i bildens mitt är tydligt karakteriserade och ställda i kontrast till de hukande männen i svart. Bildens centralperson är kvinnan som vänder ryggen mot de andra och möter betraktarens blick. Sannolikt är det den norska målaren Aase Nørregaarde (1869–1908) som avporträtteras. När Ernest Thiel fick syn på På bron för första gången 1906 hos den tyske ögonläkaren och konstmecenaten Max Linde (1862–1940) utropade han: Den måste jag ha. Året därpå köpte Munch tillbaka målningen för att därefter sälja den vidare till Thiel. Som dellikvid lämnade Thiel Aftonstund (även kallad Sommarafton, 1889) som var den första Munchmålning han införskaffat. Den hamnade sedermera på Statens Museum for Kunst i Köpenhamn.

## Alternativa utförande

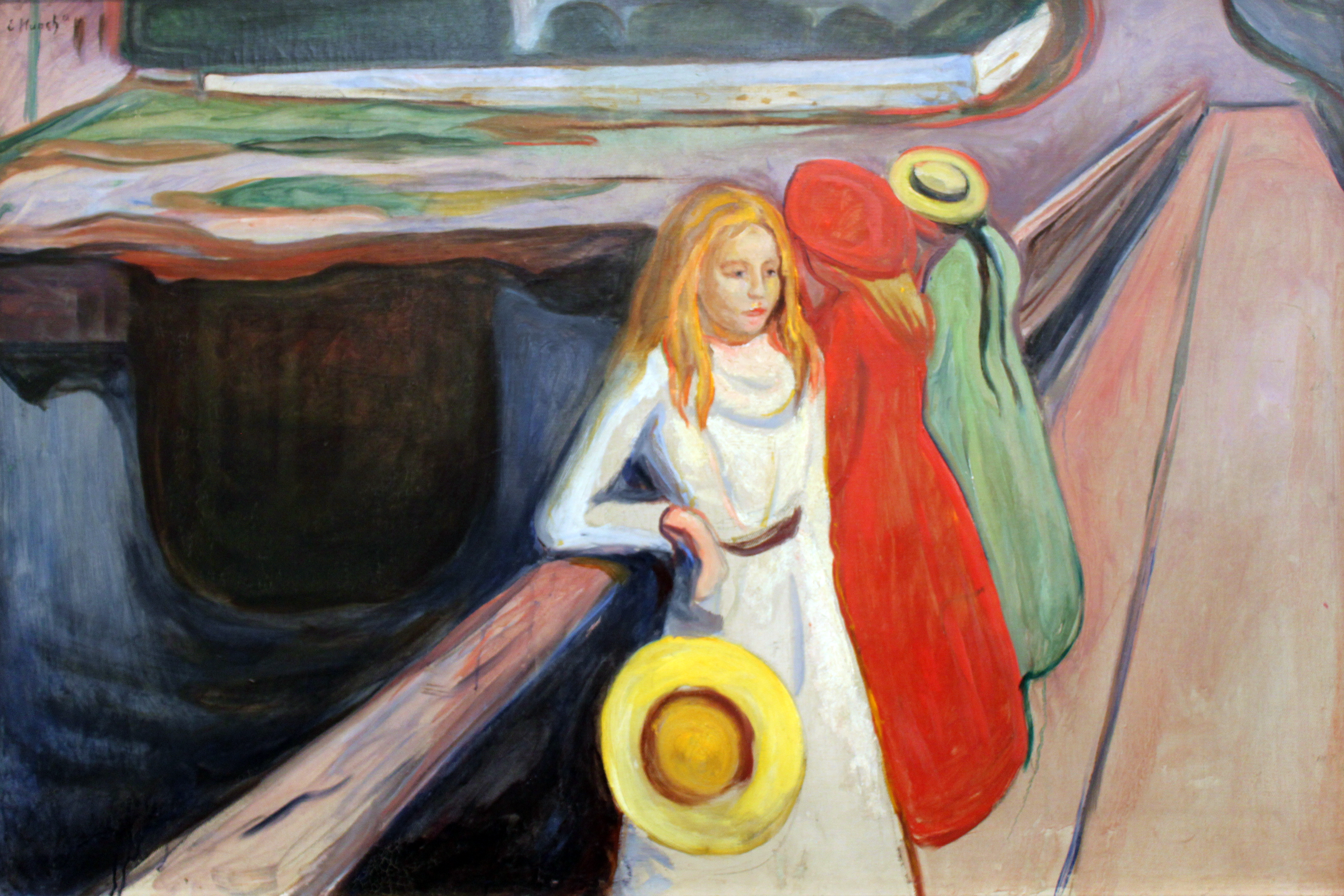
Pikene på broen (1901), Hamburger Kunsthalle.
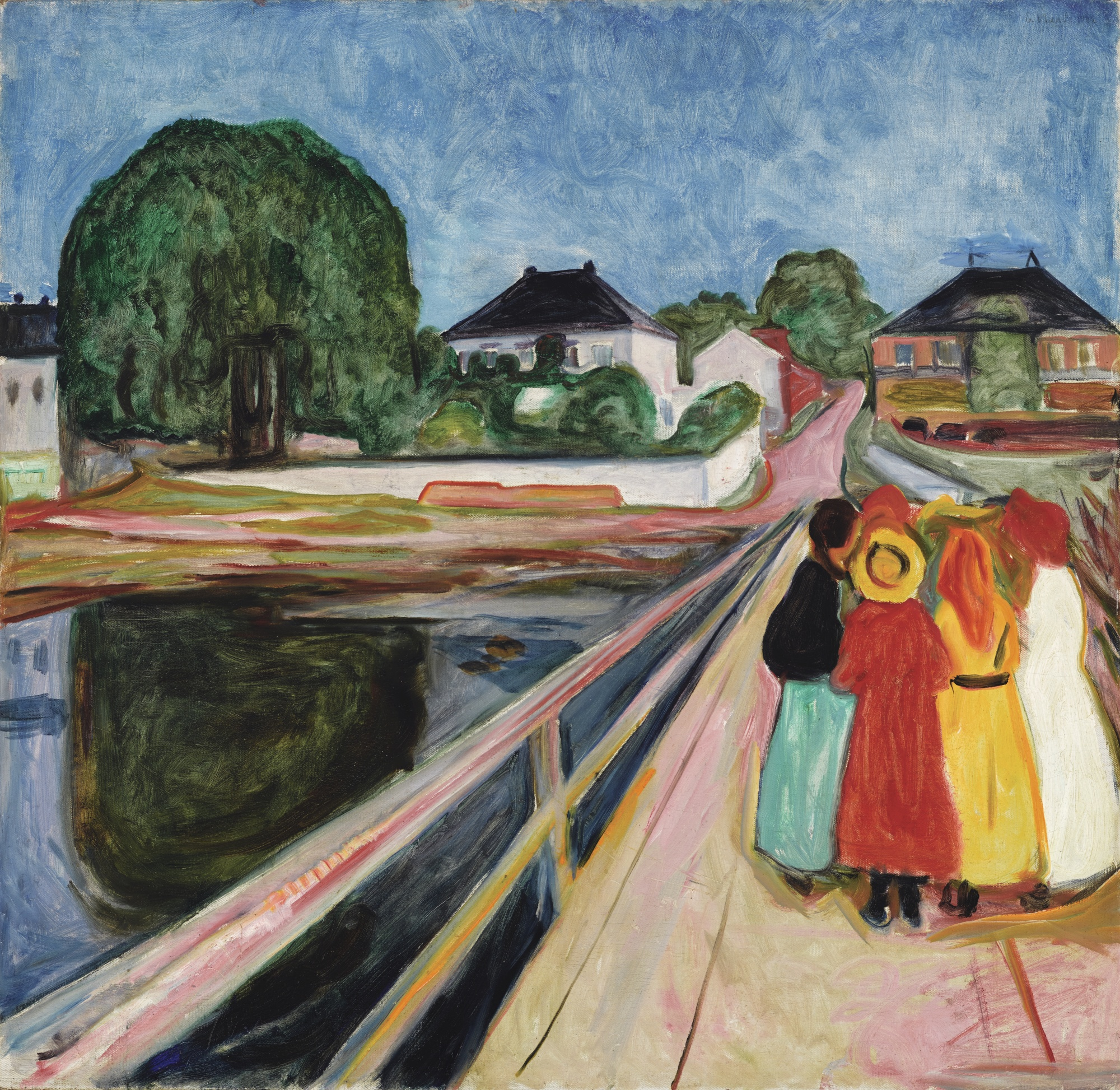
Pikene på broen (1902), Privat ägo.
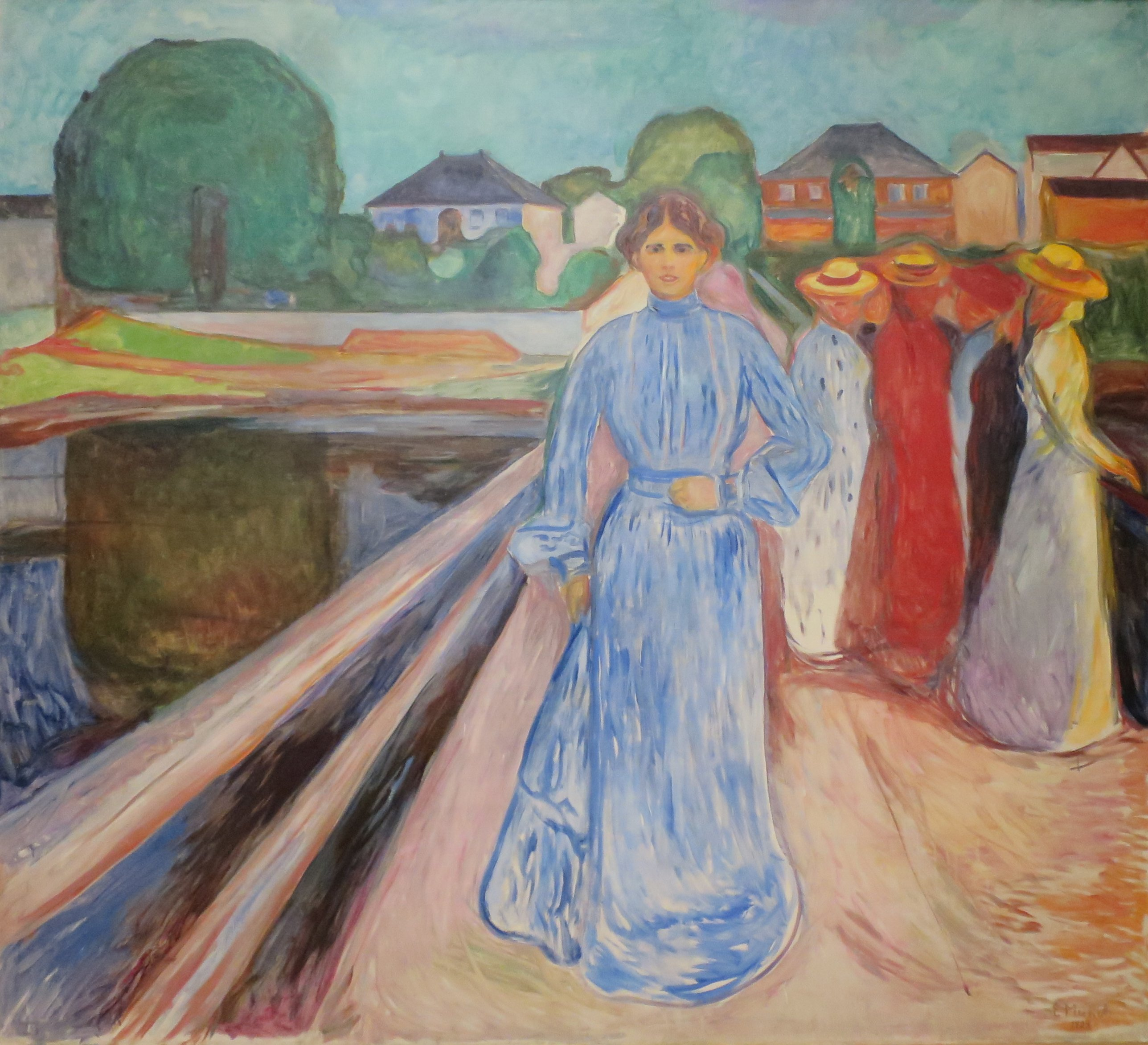
Damene på broen (1902), Kode i Bergen.
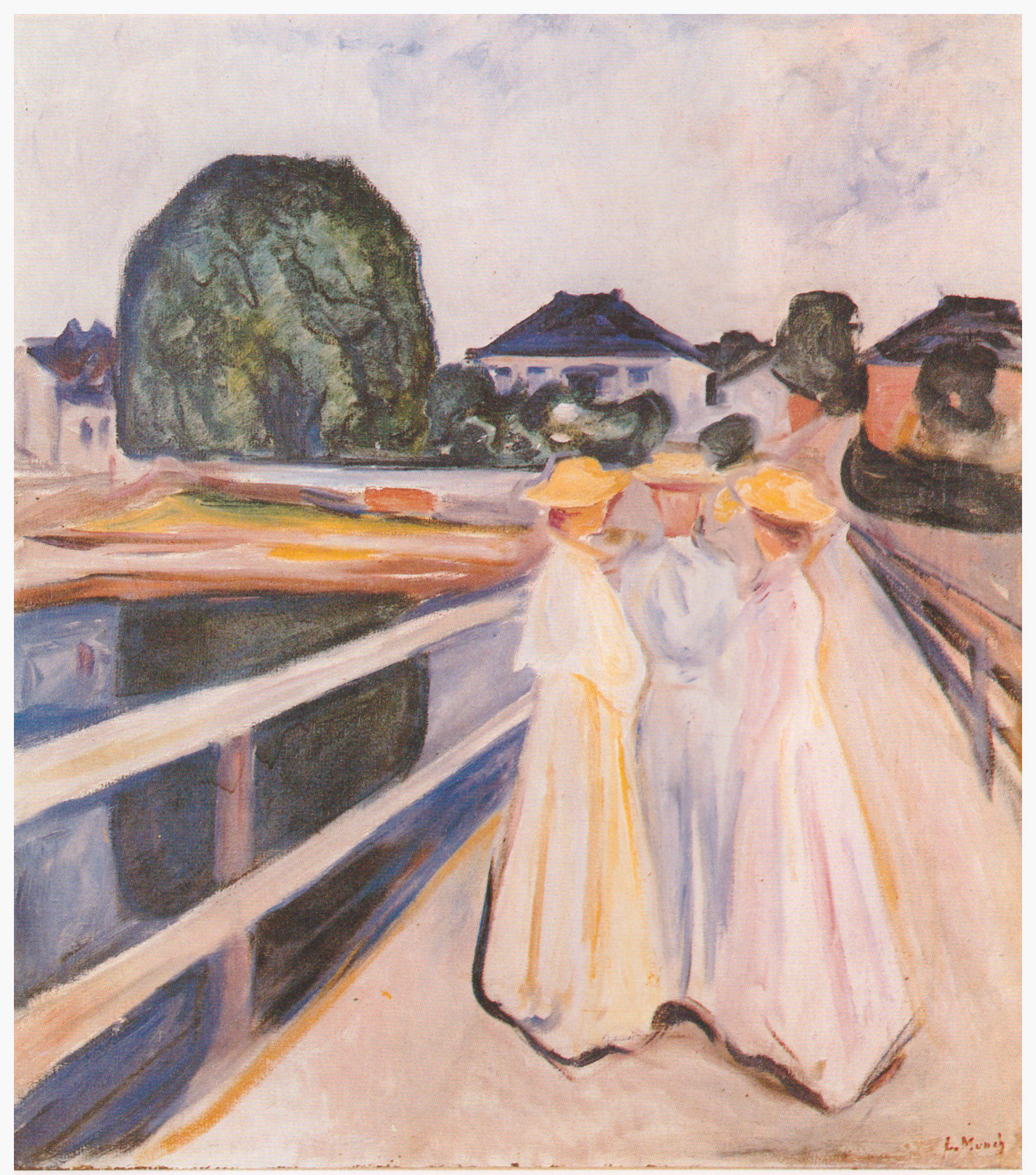
Damene på broen (1902), Privat ägo.
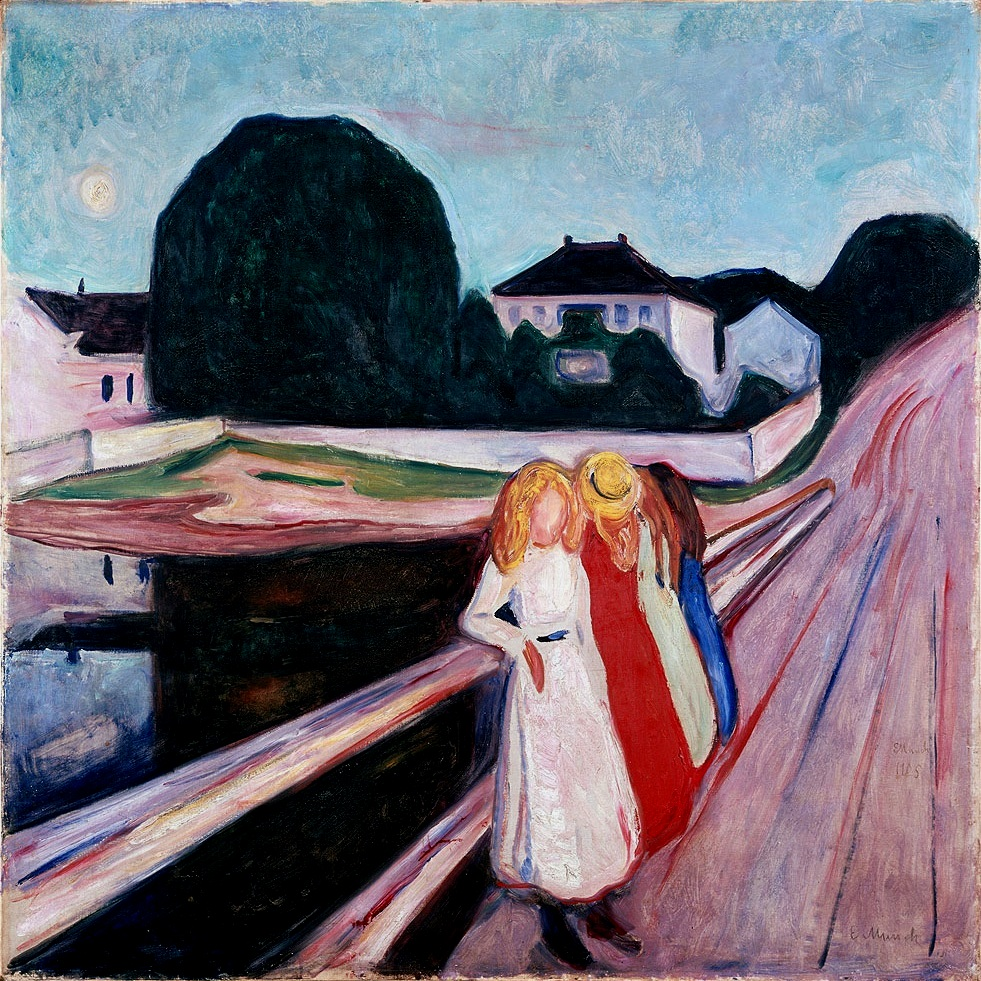
(1905), Wallraf-Richartz-Museum i Köln.
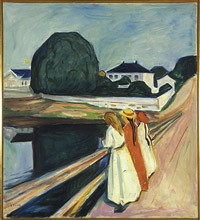
Pikene på broen (1927), Munchmuseet i Oslo.
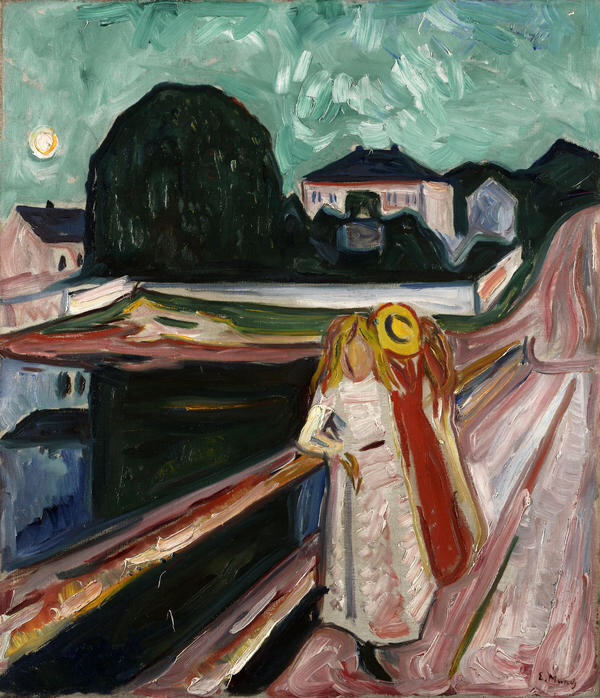
Pikene på broen (1933–1935), Kimbell Art Museum i Fort Worth.